# Čokolada
Čokolada [čokoláda] je živilo, izdelano iz praženih in mletih semen kakavovca. Lahko je tekoča, trdna ali kremasta. Uporablja se lahko samostojno ali kot dodatek za aromatiziranje drugih živil. Uživanje kakava sega najmanj 5.300 let nazaj, začenši s kulturo Mayo-Chinchipe na območju današnjega Ekvadorja in kasneje tudi mezameriške civilizacije, ki so uživale čokoladne pijače, preden so bile v 16. stoletju predstavljene Evropi.
Čeprav izvira kakav iz Amerik, so zahodnoafriške države, zlasti Slonokoščena obala in Gana, v 21. stoletju vodilne proizvajalke kakava, saj zagotavljajo približno 60% svetovne dobave kakava.

### Etimologija
Besedo kakav, ki so jo Olmeki izgovarjali kot kakawa, izvira iz leta 1000 pr. n. št. ali prej. V slovenščino je beseda "čokolada" prišla prek sodobnih evropskih jezikov, it. cioccolata, nem. Schokolade, frc. chocolat (dan. chokolade), iz špan. chocolate. 
Beseda je v španščino prišla iz indijanskega jezika, azteškega nahuatl v katerem chocolātl pomeni kakav. Izvor nahuatlske besede ni znan, saj se ne pojavi v nobenem zgodnjem nahuatlskem viru. Možno je, da so besedo skovali Španci (morda z namenom, da bi se izognili caca, vulgarni španski besedi za "iztrebke") s kombiniranjem jukatanske majevske besede chocol, "vroče", z nahuatlsko besedo atl, "voda". Pogosto citirano je, da izhaja iz nedokazane xocolatl, kar pomeni "grenka pijača", kar pa ni dokazano; sprememba iz x- v ch- ni pojasnjena, prav tako kot tudi končnica -l-. Drug predlagan pomen besede izvira iz besede chicolatl, kar pomeni "stepena pijača", ki bi lahko izhajala iz besede za palico za penjenje, chicoli. Drugi učenjaki zavračajo vse te predloge, saj menijo da, da je izvor prvega dela imena neznan. Izraz "čokolatier", označuje izdelovalca čokoladnih sladic, je dokumentiran že leta 1888.

## Pridobivanje
Kakav se pridobiva iz zrn kakavovca, drevesa, ki izvira iz tropskih pragozdov Južne Amerike in raste 20 stopinj južno in severno od ekvatorja. Ko so zrna zrela in obrana, sledi fermentacija, ki da kakavu značilni okus. Sledi sušenje na soncu in praženje. Semena pražijo pri več kot 100 °C da razvijejo bogat okus in značilne kakavove barve. Nato jih kar se da hitro ohladijo, da preprečijo nadaljnje notranje praženje. Zadnja koraka sta mletje v prah in izločanje kakavovega masla s stiskanjem conching. Priprava za to je bila izumljena leta 1880; izumil jo je švicarski proizvajalec čokolade Rodolfe Lindt. Ime za sam postopek izvira iz francoske besede conche oz. školjka, zakaj nanjo spominja oblika tega velikega stroja. Stroj nežno trese čokoladno zmes nekaj dni. Ta čas razvijejo okus čokolade in jo zmehčajo, odstranijo grenak okus in zmes postane gladka.
Med tem postopkom dodajajo različne okuse, kot so vanilija, cimet in klinčki. Vanilijo uporabijo skoraj vedno, in to že od časa Aztekov naprej.
Razen kakava so pomembne sestavine čokolade še sladkor, vanilin, mleko in kakavovo maslo. Mešanica sestavin se stopi in meša. Pri ohlajanju čokolade nastanejo kristali, zato je trda in krhka.

## Vrste
- grenka čokolada: Je čokolada z večjo vsebnostjo kakava. Po predpisanih merilih mora čokolada, da bi si prislužila pridevnik srednje grenka (grenko-sladka), vsebovati vsaj 35 % kakavove mase.

- mlečna čokolada: Mlečna čokolada vsebuje kakavovo maslo, mleko, sladkor ali druga sladila, ter arome, ki jih dodajamo kakavovi masi.

- bela čokolada: Bela čokolada vsebuje kakavovo maslo, je pa popolnoma brez nemastnih kakavovih delov. Poleg kakavovega masla vsebuje še sladkor, mlečne dele in arome - zlasti vanilijo. Bela čokolada je najbolj lomljiva vrsta čokolade.

- čokolada za kuhanje in druge.

## Čokolada in tradicija
Sprva je bila čokolada kmečki pridelek in je bila postrežena tradicionalno kot redek obrok. Kakav se tako obdela z vodo in začini z pekočim začinom. 
Po predelavi so vedno bolj kombinirali mlečne izdelke in kakavov pridelek. Čokolatirnice (izraz je iz poznega 19.stoletja), kjer se mlečna maščoba in kakavovo maslo kombinira, so bile zelo uspešne in prodaja čokolade se je od tedaj le dvigovala. 
Čokolada je zelo škodljiva za nekatere živali, še posebej za pse je strupena.

## Ekonomija
| Podjetje                                               | Prodaja 2018 (v milijonih USD) |
| ------------------------------------------------------ | ------------------------------ |
| Mars Wrigley Confectionery, division of Mars Inc (ZDA) | 18,000                         |
| Ferrero Group (Luksemburg / Italija)                   | 12,390                         |
| Mondelēz International (ZDA)                           | 11,792                         |
| Meiji Co Ltd (Japonska)                                | 9,662                          |
| Hershey Foods Corp (ZDA)                               | 7,779                          |
| Nestlé SA (Švica)                                      | 6,135                          |
| Chocoladenfabriken Lindt & Sprüngli AG (Švica)         | 4,374                          |
| Ezaki Glico Co Ltd (Japonska)                          | 3,327                          |
| Pladis (UK)                                            | 2,816                          |
| Kellogg Co (USA)                                       | 1,890                          |

## Uporaba
Čokolada je zelo dobro pomirjevalo pri učenju.